# Luis Royo y Villanova
Luis Royo y Villanova (Zaragoza, 1867-Madrid, 1900) fue un escritor y periodista español.

## Biografía
Nacido en Zaragoza en 1867, estudió las carreras de Derecho y Letras, aunque la segunda no la terminaría. Royo, que se dio a conocer en periódicos de Zaragoza y en Madrid, fue redactor de El Nacional y La Correspondencia de España, del semanario festivo Gedeón y redactor jefe de Blanco y Negro. También fue colaborador de La Ilustración Española. Falleció el 31 de enero de 1900 en Madrid, aunque sería enterrado en Zaragoza, en el panteón de la familia de su esposa, la familia Borderas. En Blanco y Negro usó el seudónimo «Luis Bermejo».
Fue hermano de Ricardo y Antonio Royo Villanova e hijo del ingeniero Mariano Royo Urieta.